# Solocal
Solocal (jusqu'en 2013 Pages Jaunes Groupe puis SoLocal Group) est une entreprise spécialisée dans la publicité, la communication et le marketing numérique pour les entreprises locales. Solocal est cotée à la Bourse de Paris.
L'entreprise, fortement endettée à la suite de sa cession par France Télécom en 2006 à des fonds d'investissement, via un LBO (acquisition par emprunt) coûteux, a été confrontée dans le même temps à une baisse de ses revenus liés à son activité historique d'édition d'annuaires imprimés. La conjonction de ces deux éléments l'a plongé dans de fortes difficultés financières. Elle a fini par les surmonter en décembre 2016, grâce à un important plan de restructuration financière qui a réduit sa dette des deux tiers, au prix d'une réduction de sa valorisation boursière.

## Histoire

### L’Office d’annonces, ODA (1946-1999)

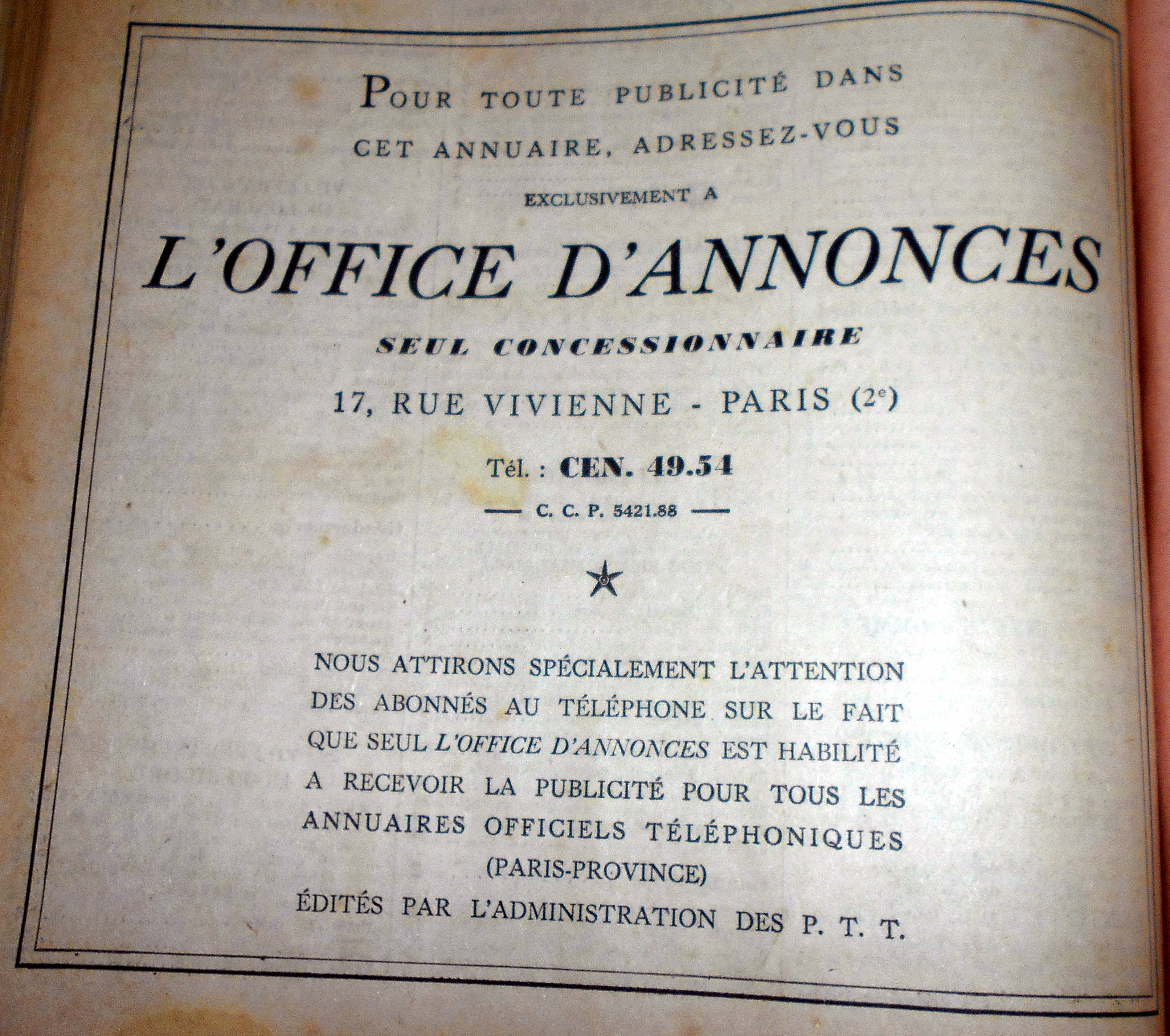
L'encadré de l'Office d'annonces dans un annuaire de 1956

En 1946, le ministère des P.T.T. confie à l’Office d’annonces (ODA) la régie publicitaire des annuaires.
L’entreprise appartient à Havas, qui l'a créée en 1896. Elle vend de l’espace publicitaire dans la presse locale.
En 1949, l’entreprise produit 88 annuaires départementaux dont elle vend et conçoit les annonces publicitaires.
En 1981, l’ODA réalise ses premières expérimentations du Minitel, et de la publicité y est vendue dès 1985.
À partir de 1983, l’ODA explore les technologies naissantes du CD-ROM et du Laserdisc. Le chiffre d’affaires quintuple entre 1980 et 1999.
En 1987, France Télécom, éditeur des annuaires papier Pages Jaunes et Pages Blanches lance sur le Minitel le service 3617 ITI (ITI deviendra Mappy en 2000, propriété de SoLocal Group).
En 1995, Jean Lebrun, le responsable à France Télécom des Annuaires électroniques (Pages Jaunes, Pages Blanches) et Minitel (3611) lance les travaux de portage de l’annuaire électronique sur ordinateur. Une première maquette du service est présentée à François Fillon, nouveau ministre des Technologies de l’information au salon international des Télécoms à Genève en octobre 1995. Le service fonctionnait suivant un protocole franco allemand VEMMI. Parallèlement une autre maquette est préparée avec le CNET (Frédéric Pallu et Valère Robin) en protocole HTTP pour être diffusée sur Internet.
En avril 1997, le service Annuaire sur Internet, sous la marque Pages Zoom, est ouvert avec les Pages Jaunes incluant un service d’interrogation en langage naturel, les Pages Blanches, des photos de rue sur Paris (type Google Street View), un service de cartographie (Mappy) et le moteur de recherche créé par la société Echo rebaptisé Pages Web. L’ODA lance les premières offres d’annonces sur Internet (pagesjaunes.com). L’entreprise est alors une filiale de Wanadoo, introduit en bourse la même année.
En juillet 1998, le service Les Pages Zoom obtient le LISA Award du meilleur annuaire au monde sur Internet à Boston et le portail Voila.fr est ouvert au public. Un accès direct est ouvert à l'adresse Pagesjaunes.fr
Le groupe Havas, qui détient  l’intégralité du capital de l’ODA depuis sa création, cède sa participation à Cogecom, une filiale de France Télécom.

### Les années 2000
En 1999 est créée la filiale de marketing direct Mediatel (Mediatel deviendra Solocal Marketing Services).
En 2000, l’ODA devient PagesJaunes par la fusion entre l’ODA et le SNAT (Service national des annuaires téléphoniques). Le service 36 17 iTi est rebaptisé Mappy.
En 2004, PagesJaunes Groupe est créé, afin de regrouper les activités d’édition d’annuaires en France, à l’international, et les autres activités de l’entreprise. En juillet 2004, l’entreprise est introduite en bourse à Euronext Paris.
En 2006, France Télécom vend pour 3,3 milliards d'euros le groupe PagesJaunes aux fonds d’investissement américain KKR et Goldman Sachs basés à New York, qui détiennent alors 54 % du capital de l’entreprise, le reste étant coté en bourse. L'opération est financée par un LBO. Il s'agit alors du plus important LBO réalisé en France. Le montage repose sur la grande profitabilité du groupe, dont les bénéfices sont destinés à remonter à ses actionnaires afin de rembourser l'endettement qu'ils ont contracté pour l'achat de Pages Jaunes. Dans le même temps, le groupe a un endettement de 1,9 milliard d'euros.
En 2007 le groupe PagesJaunes diversifie ses activités en se lançant dans le marché des petites annonces en ligne avec annoncejaunes.fr. PagesJaunes Groupe revend Kompass, qui édite des publications à destination des professionnels, début 2007.
En 2008, l'entreprise lance sa première application sur smartphone (iPhone), avec 1 million de téléchargements en 1 an.
Le 17 mai 2009, Jean-Pierre Remy est nommé au poste de Directeur Général, en remplacement de Michel Datchary, qui quitte ses fonctions le 25 mai.

### Les années 2010
Les années 2009/2010 voient l'accélération du développement du groupe dans le secteur numérique (Internet, fixe et mobile) avec notamment le lancement d'une nouvelle offre de création et d'hébergement de sites Web pour les TMP/PME (Pack visibilité Internet) puis l'acquisition de plusieurs sites Internet : mars 2010, un service autrichien de recherche en temps réel de personnes, 123people ; en mai 2010, un site de devis en ligne Keltravo puis fin 2010 un site d'offres d'emplois en ligne, embauche.com.
En 2011, le groupe poursuit sa mutation vers le numérique et fait l'acquisition de trois nouveaux services Internet : un agrégateur d'offres d'achats groupés, un site d'annonces immobilières, A Vendre A Louer racheté en avril à PriceMinister et en mai un site de solution de prise de rendez-vous par Internet, ClicRDV. Un partenariat est également signé avec une agence de contenus sur les loisirs, Relaxnews, pour créer une société spécialisée dans l’information locale évènementielle, Relaxevents.
Le 13 novembre 2012, après six mois de négociations, le groupe PagesJaunes qui jusque-là consacrait l'essentiel de ses profits à ses actionnaires, décide de stopper le versement de dividendes pour commencer à rembourser sa propre dette. Le groupe annonce avoir réussi à trouver un accord avec ses banques créancières sur le financement de sa dette, rassurant ainsi les investisseurs et faisant grimper son titre en bourse. après une chute du tiers de sa valeur. Le 11 décembre 2012, Jean-Pierre Remy est nommé président du conseil d'administration, en remplacement de Jacques Garaïalde.
En 2013, bien loin de son activité initiale d’édition d’annuaires, le groupe PagesJaunes est le premier acteur de la communication locale en France et réalise 58 % de son chiffre d'affaires dans l’activité numérique. Le groupe est rebaptisé « SoLocal Group ».
En février 2014, le groupe annonce un plan de refinancement qui, selon Jean-Pierre Remy, devrait résoudre définitivement le problème d’endettement du groupe. Ce plan consiste notamment en une augmentation de capital de 440 millions d’euros, dont 361 millions d’euros réservés aux actionnaires du groupe, et 79 millions aux cinq investisseurs entrants au capital (Paulson & Co, Amber Capital, Crédit Suisse, Praxient et Boussard & Gavaudan).
En mars 2015, la société fait l'objet d'une enquête de Cash Investigation sur France 2. Il est montré dans l'émission que la gestion des ressources humaines dans l'entreprise est problématique (un cas de suicide reconnu comme accident du travail par la Sécurité sociale).
En 2015, SoLocal Group annonce la signature de plusieurs partenariats d’envergure avec des groupes américains, dont Apple. Après 4 ans de collaboration, PagesJaunes et Bing renouvellent leur partenariat jusqu’à fin 2018. Celui-ci vise à « pérenniser les synergies entre les deux marques et à proposer une intégration encore plus poussée des contenus locaux de PagesJaunes sur Bing ». En mai, SoLocal Group signe un partenariat stratégique avec Google afin de proposer à ses clients une offre spécifique de visibilité sur le moteur de recherche. SoLocal Group, qui bénéficie du label « Régie Locale Google AdWords », met à disposition de ses clients un support privilégié des équipes Google. Ce partenariat comprend également l’organisation par SoLocal Group d’une série de formations numériques pour les
TPE/PME sur tout le territoire français en 2015, avec le soutien des équipes Google.
Le 15 octobre 2015, il annonce que le service ComprendreChoisir change de nom pour devenir Ooreka. Fin 2015, Solocal finalise la cession de sa filiale Sotravo Keltravo lourdement déficitaire (5,8 millions d'euros de perte pour un chiffre d'affaires de 3,6 millions d'euros en 2014) au groupe Vivendi. Le 19 octobre 2015, le groupe annonce la vente de régie publicitaire Horyzon Media, également déficitaire (4,8 millions d'euros de perte pour un chiffre d'affaires de 18,7 millions d'euros en 2014).
Le 1er août 2016, SoLocal fait suspendre la cotation de son titre et annonce un plan de réduction de sa dette des 2/3,,. Le 3 août 2016, Moody's abaisse sa note de crédit la ramenant quasiment en catégorie de défaut de paiement. Le 21 novembre 2016, les fonds Paulson, Amber et Monarch exigent le remboursement de la dette (1,1 milliard d'euros) si le plan de restructuration n'est pas voté par les actionnaires. Le groupe fait l’acquisition d’Effilab, une agence de publicité en ligne spécialisée dans le pilotage des campagnes sur les moteurs de recherche et les réseaux sociaux. En mai, le groupe installe son siège social à Boulogne-Billancourt dans les tours Citylights.
Le 31 mai 2017, Jean-Pierre Remy annonce quitter ses fonctions à compter du 30 juin 2017 afin de se consacrer à un projet entrepreneurial. Il est remplacé par Éric Boustouller depuis le 11 octobre 2017. En octobre 2017, SoLocal Group annonce la cession de la marque A Vendre A Louer au spécialiste du commerce en ligne Le Bon Coin.
En février 2018, le groupe annonce un nouveau projet stratégique, baptisé SoLocal 2020, qui vise renforcer sa dynamique numérique, réduire ses effectifs de 20% et transformer son organisation. Le groupe passe à une offre complète de services numériques tout Web aux entreprises et renforce ses partenariats avec les GAFAM, notamment Google et Facebook.
En mars 2018, le titre SoLocal Group entre dans les indices CAC Mid60 et SBF120.
En novembre 2018, SoLocal Group devient Solocal, avec une nouvelle identité visuelle, un nouveau site et de nouvelles offres de services numériques pour les entreprises locales.
Après une forte chute des ventes au second semestre 2018, SoLocal Group annonce un retour à un bénéfice net à 16 millions d'euros pour le premier semestre 2019 malgré une poursuite de la baisse des ventes imprimées au profit des ventes numériques, cœur de l'activité du groupe,.

### Les années 2020
Si en 1988, 23,5 millions de volumes d'annuaires étaient distribués en France et 57 millions en 1997, ce nombre tombe à 9 millions en 2019, la dernière année de la distribution des annuaires Pages blanches. L'impression des Pages jaunes s'arrête en 2020.
En juin 2020, Solocal annonce la suspension de la demande de ses titres en attendant « un accord sur le renforcement de sa structure financière »,. Une décision qui fait suite à une chute en bourse qui pourrait être compensée par un renflouement.
À la suite de ces problèmes, l'intersyndicale de Solocal demande une aide des pouvoirs publics afin de garantir l'indépendance et de sauver des salariés en grande difficulté. En deux mois et demi de crise liée au Covid-19, Solocal a perdu environ 140 millions d'euros.
Début juillet 2020, Solocal annonce avoir trouvé un accord de refinancement avec ses créanciers basé sur une recapitalisation de la société. Le plan propose aux créanciers de participer à une augmentation de capital de 347 millions d'euros en échange d'un apport de liquidités de 85 millions d'euros et le solde en réduction de dettes,.
Fin juillet 2020, Solocal affiche ses résultats financiers au terme du premier semestre 2020 marqué par le Covid-19 : un chiffre d'affaires en recul de 16,1 % sur le premier semestre à 244,7 millions d'euros. Une nette amélioration a été toutefois ressentie lors du mois de juin 2020 avec une baisse des ventes de seulement 1 % par rapport à juin 2019.
En juillet 2024, Solocal annonce l'arrivée de Maurice Levy en tant que PDG.
Le 15 mai 2025, la CNIL inflige une amende de 900 000 euros à une filiale de Solocal : Solocal Marketing Services.

### Identité visuelle

Logo du groupe Pages Jaunes jusqu'en 2012.
Logo à partir de 2013.
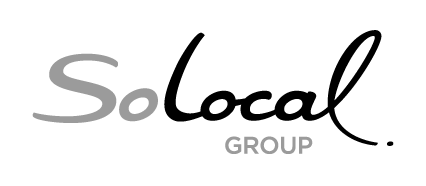
Nouveau logo de SoLocal Group en 2015
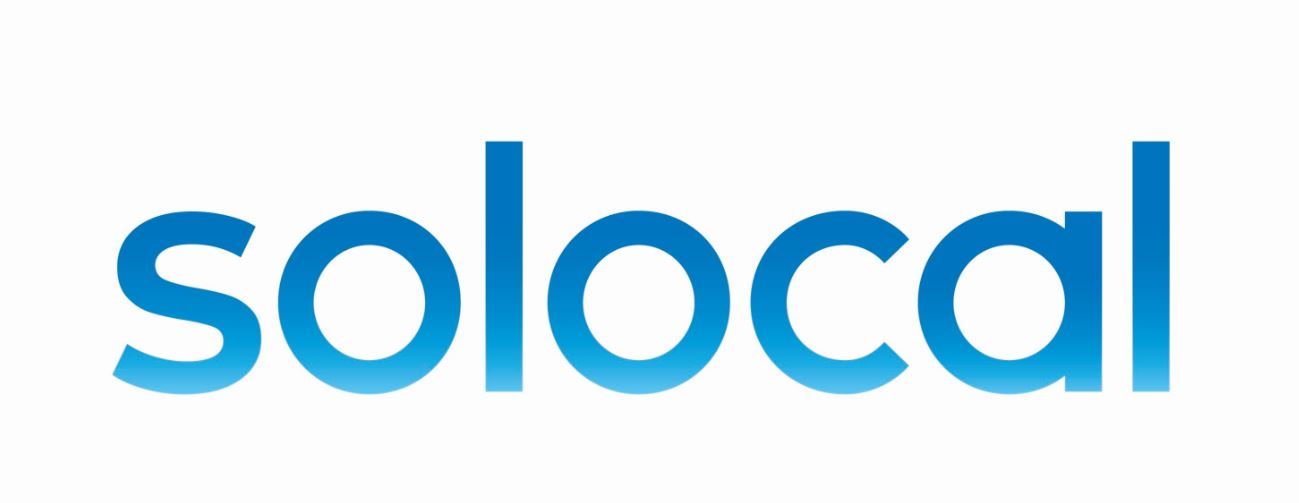
Logo Solocal, depuis novembre 2018

## Activités et services du groupe

### Activités
Solocal, qui, en novembre 2018, s'est doté d'une nouvelle identité et a lancé un nouveau site de vente en ligne (solocal.com), a recentré ses activités sur les services numériques à destination des entreprises locales et des réseaux — à travers 3 gammes : présence numérique, publicité numérique et création de sites internet — et « se positionne désormais comme une marque B2B et devient la "seule et unique marque commerciale de l’entreprise » : « Elle endosse désormais tous les services et produits, jusqu’alors commercialisés sous le nom de ses diverses filiales ».
En ce qui concerne son activité annuaires imprimés, qui représente moins de 15 % du chiffre d’affaires, Solocal édite 68 éditions locales des annuaires PagesBlanches, qui recensent 30 millions de particuliers abonnés à une ligne téléphonique et 101 éditions locales des annuaires PagesJaunes qui recensent quatre millions de professionnels sur tout le territoire français (métropole + DOM). Ces annuaires imprimés existent depuis 1946. En France, les marques PagesJaunes, tout comme Pages blanches, sont déposées par Solocal.

### Les marques et services Solocal

#### PagesJaunes
Le site Internet pagesjaunes.fr est un service de recherches locales regroupant des informations sur les professionnels (horaires, avis, adresse, numéro de téléphone, etc) qui sont regroupées et triées selon leur activité. Ce service est disponible sur mobile, application et site web. En janvier 2017, il fait partie des 10 sites les plus visités en France. Mis en ligne pour la première fois en 1996, il s’est progressivement enrichi de services.

#### Mappy
Le site Internet fr.mappy.com est un service gratuit de cartographie et de calcul d'itinéraire, disponible sur navigateurs, mobiles et tablettes. Mappy propose une aide au déplacement pour l’utilisateur grâce à la recherche de lieux, itinéraires, produits. Le 1er novembre 2020, Mappy est revendu à RATP Smart Systems, filiale de la RATP.

#### ComprendreChoisir, Ooreka
La société Fine Media, dirigée par Christophe Poupinel, lance le site ComprendreChoisir.com en 2007, où sont à disposition du contenu et des conseils proposés par des experts sur des sujets du quotidien et de la vie pratique.
Le site est financé par la publicité. Sur l’année fiscale 2010, Fine Media atteint pour la première fois l’équilibre financier. En septembre 2011, l'entreprise emploie alors 22 personnes et est rachetée par Solocal Group. Christophe Poupinel reste à la tête de l’entreprise,.
Le site change de marque et de nom de domaine en octobre 2015 pour être rebaptisé Ooreka.fr,. Début 2017, l'entreprise met en place une DMP pour commercialiser ses données.
En février 2020, Fine Media fusionne avec Solocal et cesse d'être une filiale à part entière. Finalement, à la fin 2023, l'ensemble du contenu est transféré sur le site PageJaunes.fr .

#### ClicRDV
ClicRDV vend des prestations d'agendas pour les professionnels en mode SaaS. La société est fondée en 2006 avec quatre collaborateurs. En 2009, 500 000 € sont levés auprès de Hores Return Equity. Les préfectures de Seine-Maritime, Seine-et-Marne, du Val-d'Oise, du Haut-Rhin et d'Essonne confient à ClicRDV la gestion des RDV dans le cadre des campagnes de vaccination contre la grippe A. ClicRDV est racheté en 2011 par le groupe PagesJaunes, devenu groupe Solocal. En 2015 a lieu le lancement de PagesJaunesDOC, service en partenariat avec PagesJaunes, destiné au marché de la santé sous le nom de PagesJaunesDOC. Il s'agit d'un modèle économique précurseur aux entreprises Doctolib et Planity.

## Chiffres clés
- 669 millions d’€ de CA (2018)[89]
- 571 millions d’€ de CA sur Internet (2018)
- 330 000 entreprises clientes (2020)
- 540 000 sites internet produits
- 40 000 campagnes/an (2018)[90]
- 51 %  de reach[Quoi ?]
- 2,4 milliards de visites
- 4 320 collaborateurs[réf. nécessaire]

## Principaux actionnaires
Au 2 mars 2020:
| J.O. Hambro Capital Management        | 9,77% |
| River & Mercantile Asset Management   | 7,15% |
| DNCA Finance                          | 6,97% |
| Edmond de Rothschild Asset Management | 5,21% |
| Family Office Amar                    | 5,13% |
| Amiral Gestion                        | 4,89% |
| T. Rowe Price International           | 3,75% |
| Weinberg Capital Partner              | 1,98% |
| Towers Watson Investment Management   | 1,57% |
| Dimensional Fund Advisors             | 1,34% |

## Gouvernance

### Conseil d’administration
Le Conseil d’administration se compose en 2020 de neuf membres, dont un administrateur représentant le personnel et 8 administrateurs indépendants :
- Philippe Mellier, président du conseil d’administration
- David Amar, vice-président du conseil d’administration
- Delphine Grison, administratrice indépendante
- Anne-France Laclide, administratrice indépendante
- Marie-Christine Levet, administratrice indépendante
- Sophie Sursock, administratrice indépendante
- David Eckert, administrateur
- Paul Russo, administrateur.

## Activité de lobbying

### Auprès de l'Assemblée nationale
Solocal est inscrit comme représentant d'intérêts auprès de l'Assemblée nationale. L'entreprise déclare à ce titre qu'en 2012 4 personnes bénéficient de la carte de représentants, et indique que les coûts annuels liés aux activités directes de représentation d'intérêts auprès du Parlement sont compris entre 40 000 et 50 000 euros.

### Auprès des institutions de l'Union européenne
Solocal est inscrit depuis 2013 au registre de transparence des représentants d'intérêts auprès de la Commission européenne. Le groupe déclare en 2015 pour cette activité des dépenses d'un montant inférieur à 10 000 euros.